# Ларинський заказник

«Ла́ринський» («Ларинський степ») — ландшафтний заказник місцевого значення. Статус заказника степовому урочищу було присвоєно в 2002 році рішенням 4/3-059 Донецької обласної ради.
Ларинський степ розташований у південній частині Будьоннівського району Донецька (Ларинська селищна рада) на правому березі Кальміусу між селищами Ларине та Павлоградське. Площа заказника становить 70 гектарів.
Метою створення заказника було збереження петрофітного степу.

## Ландшафт
Ларинський степ обмежений високим крутим берегом Кальміусу. Уздовж берега проходить пішохідна стежка. Над стежкою міститься високий схил, укритий чагарником. У цьому схилі є промоїна з кам'яним хаосом із великих брил. При таненні снігів цією вимоїною стікає вода. Під стежкою трапляються скельні виступи, що омиваються річкою. Кальміус в районі Ларинського степу повноводний. Нагорі схилу починається типчаково-ковиловий кам'янистий степ із виходом на поверхню осадових гірських порід. Ґрунт — чорнозем із часткою щебеню.

## Флора
З рослин, які ростуть на території заказника, близько 20 видів перебувають під охороною. Частина з них занесена до Червоної книги України: чебрець несправжньогранітний, ковила Лессінга, ковила-волосатик, пирій ковилолистий, рястка Буша.
Тут також трапляються рослини, не характерні для південної частини України: адоніс весняний, волошка вугільна, кузьмичева трава, материнка пухнаста.
На території заказника також зростають шавлія поникла, люцерна, овсяниця, келерія узколиста, перловник золоточешуйчатий, зопник клубненосний, рутвиця, глід, мигдаль степовий, шипшина, проліска сибірська, фіалка, безсмертник піщаний, гвоздика Анджиєвського, перловник, кизильник, чебрець, астрагал, яблуня. Уздовж Кальміусу зростають верба біла, верба п'ятитичинкова, осока, алтей, рогіз, солонечник.

## Фауна
У Ларинському степу гніздяться сіра славка, вівсянка звичайна, очеретянка, жайворонок польовий.

## Галерея

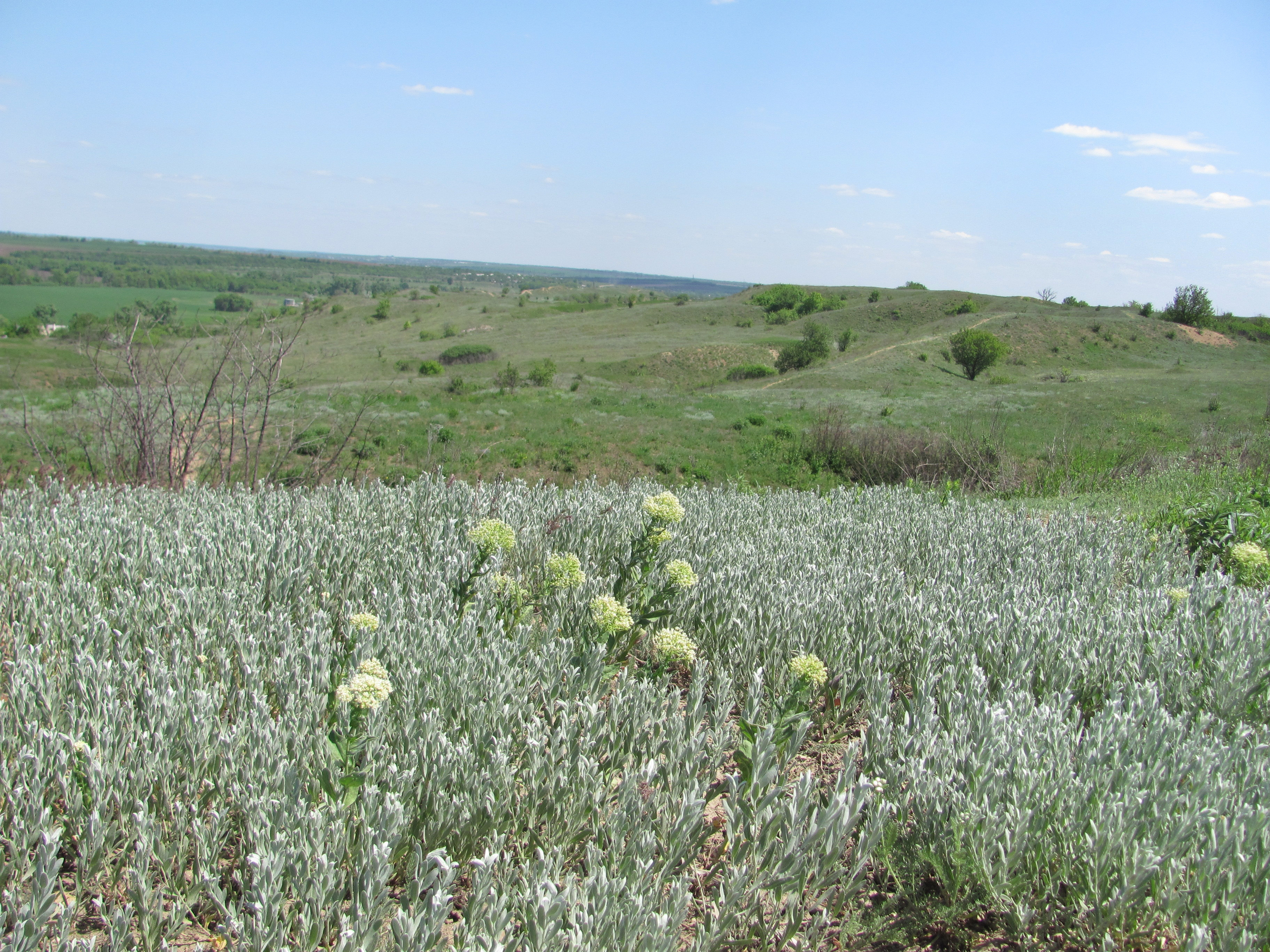
Ларинський заказник, біля с. Павлоградське та смт. Ларине. Травень 2018 року
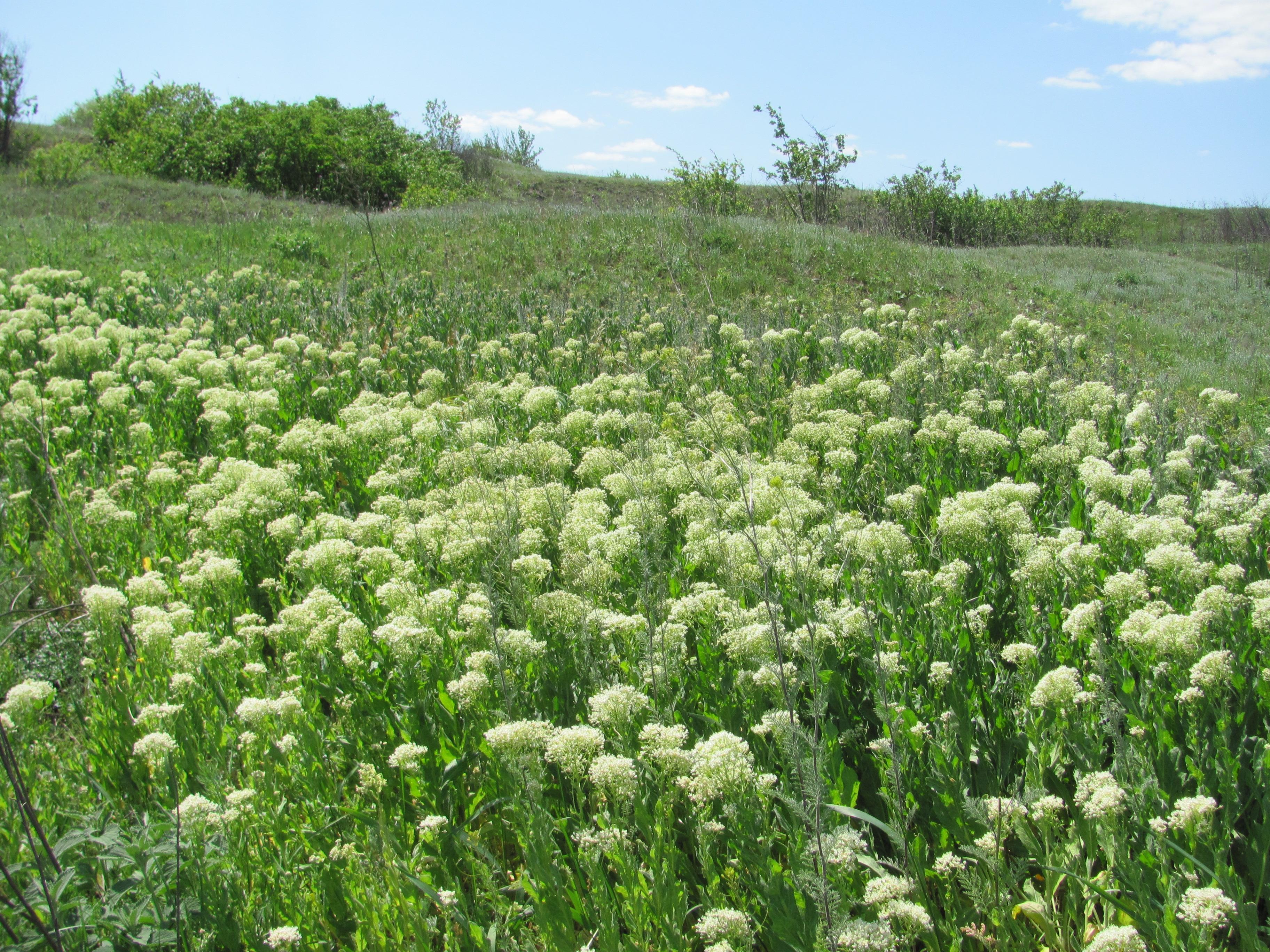
Ларинський заказник, біля с. Павлоградське та смт. Ларине. Травень 2018 року
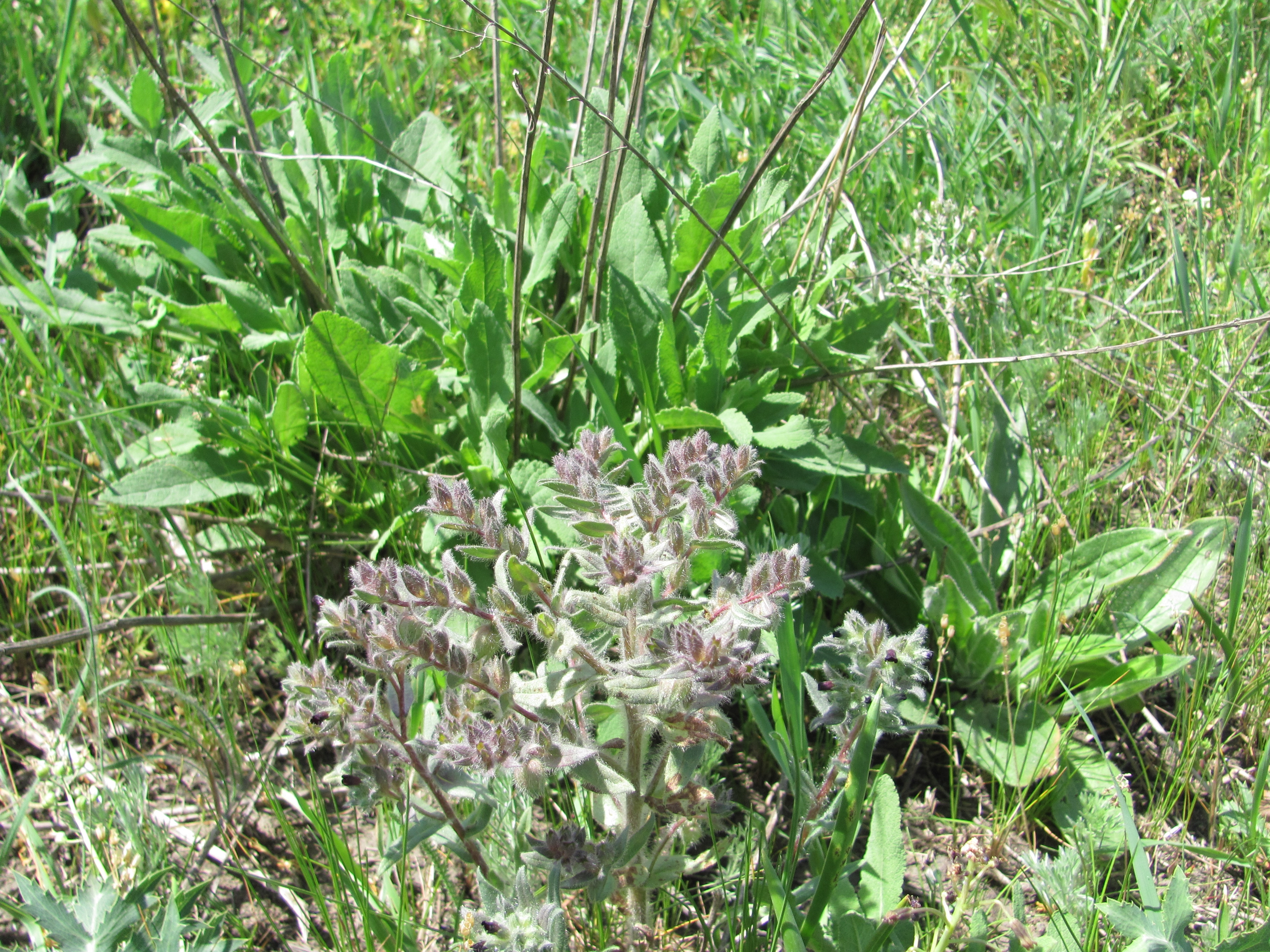
Ларинський заказник, біля с. Павлоградське та смт. Ларине. Травень 2018 року
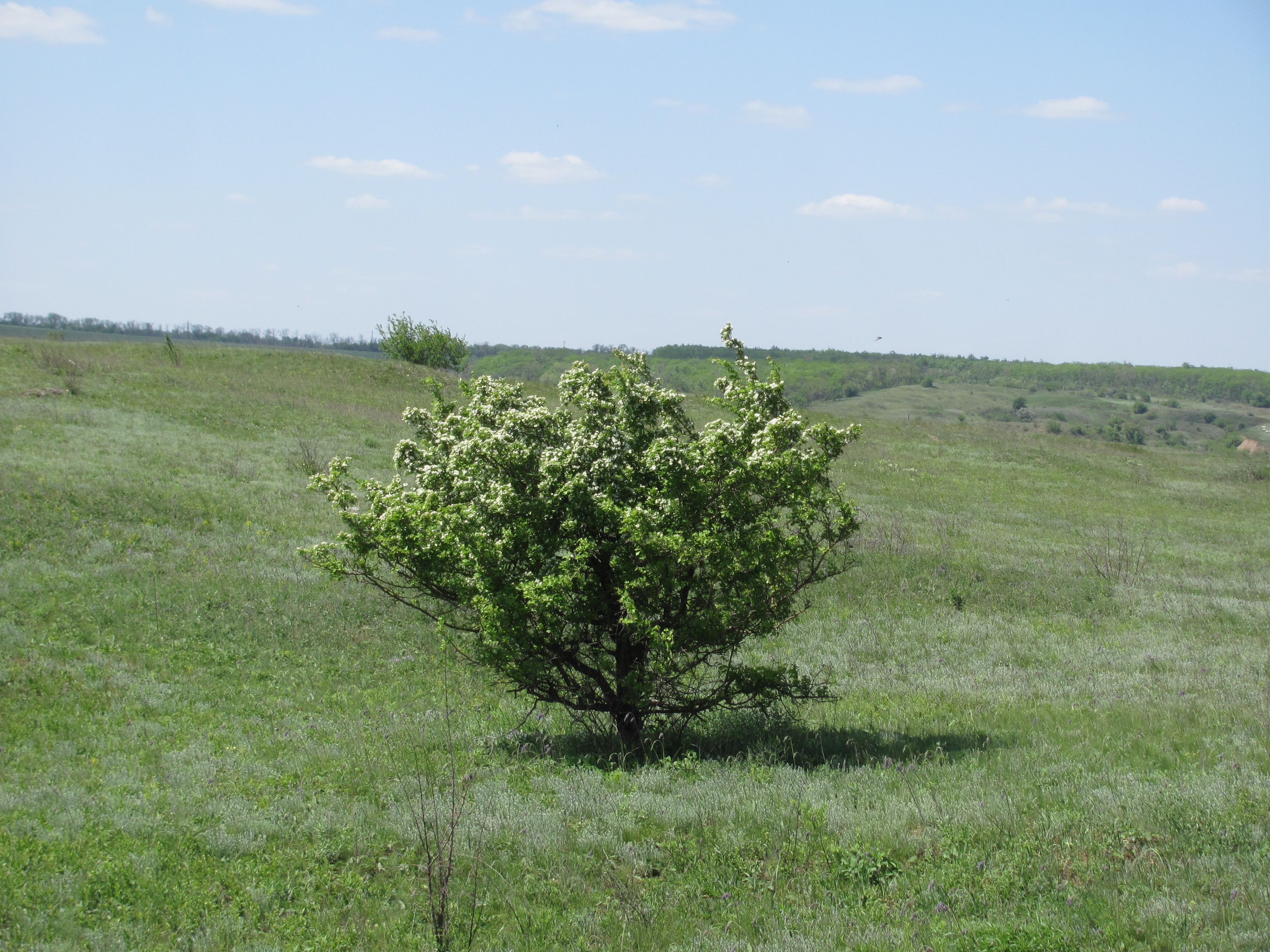
Ларинський заказник, біля с. Павлоградське та смт. Ларине. Травень 2018 року
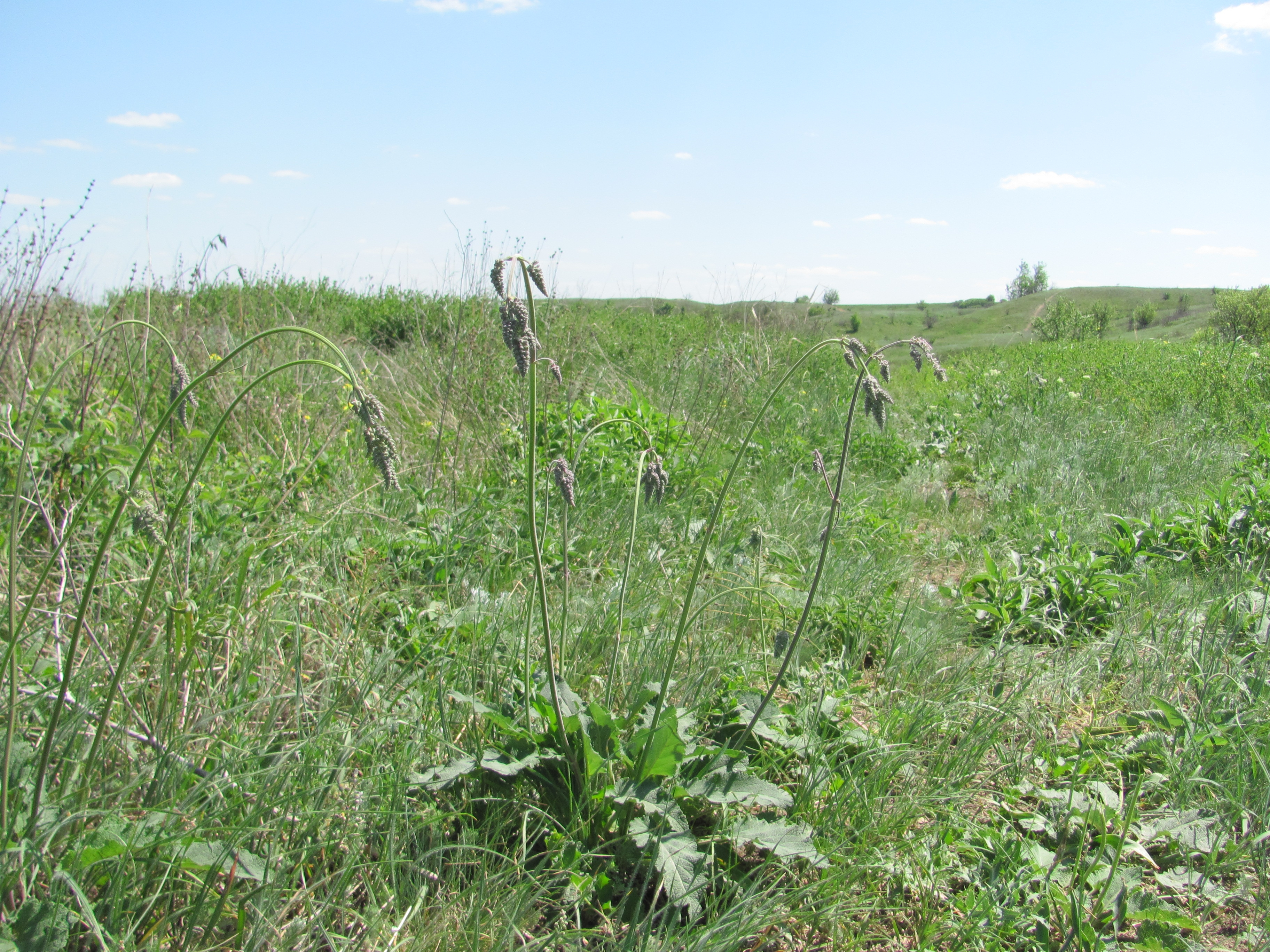
Ларинський заказник, біля с. Павлоградське та смт. Ларине. Травень 2018 року
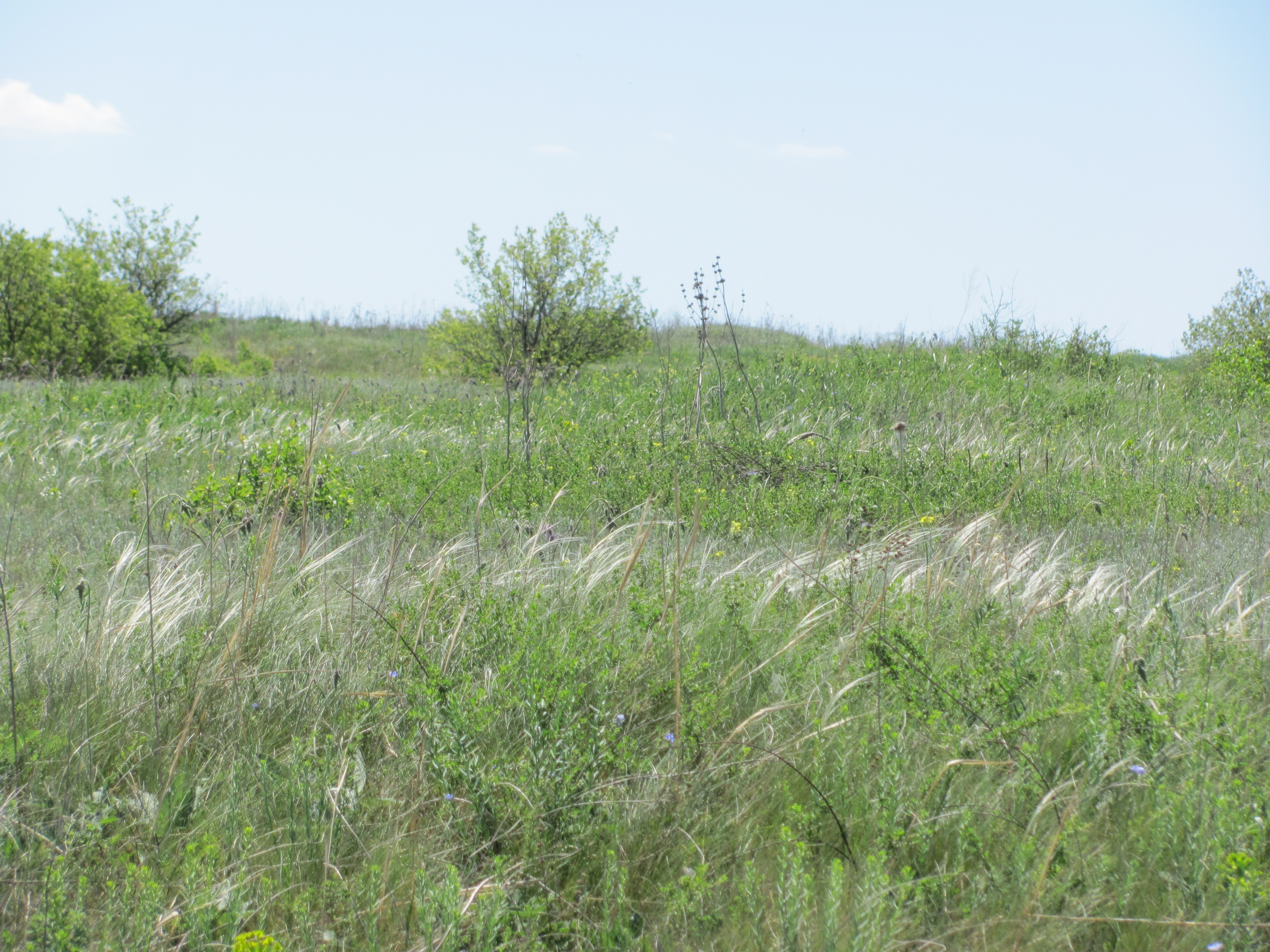
Ларинський заказник, біля с. Павлоградське та смт. Ларине. Травень 2018 року